# Elmsett
Elmsett ist ein Dorf und eine Verwaltungseinheit im District Babergh in der Grafschaft Suffolk, England. Elmsett ist 11,2 km von Ipswich entfernt. Im Jahr 2022 hatte es eine Bevölkerung von 819. Elmsett wurde 1086 im Domesday Book als Elmeseta erwähnt.